# Rodolphe de Boutron
 (août 2025).
 (août 2025).
Rodolphe de Boutron, ou Rostain de Boutron, mort après 1282, est le fils de Jacques de Boutron et de son épouse Clarence de Hazart.
Après la mort sans descendance de son cousin Jean de Boutron, il hérite de la seigneurie de Boutron.
La dernière trace qu'il a laissé dans les archives remonte au 26 février 1282, où il signe comme témoin sur une charte au château de Nephin (de), dans laquelle le grand-maître des Templiers Guillaume de Beaujeu porte des accusations contre Guy II Embriaco, seigneur du Gibelet, en présence du comte Bohémond VII de Tripoli.
Après que la ville de Tripoli eut été conquise par les Mamelouks sous le sultan Qalawun en 1289, Boutron est à son tour menacée avant d'être évacuée et livrée sans combattre aux Musulmans.
Rodolphe de Boutron n'a pas d'union ou de descendance connue.